# This Desert Life
Albums de Counting Crows
Recovering the Satellites
(1996) Hard Candy
(2002)
This Desert Life est le 3e album du groupe de rock alternatif américain Counting Crows sorti le 2 novembre 1999.

## Liste des titres
1. Hanginaround
2. Mrs. Potter's Lullaby
3. Amy Hit the Atmosphere
4. Four Days
5. All My Friends
6. High Life
7. Colorblind
8. I Wish I Was a Girl
9. Speedway
10. St. Robinson in His Cadillac Dream
11. Kid Things (Cachée)

## Composition du groupe
- Dan Vickrey : Guitare et voix
- Ben Mize : Batterie, tambourine, percussion et voix
- Matt Malley Basse, guitare à 12 cordes et voix
- Charlie Gillingham : Piano, Hammond B-3, synthétiseur, guitare, Chamberlin et voix
- Adam Duritz : Piano, harmonica, voix et cloche
- David Bryson : Guitare et guitare à 12 cordes